# 大庆南路
大庆南路，是浙江省宁波市的一条道路，因大庆新村而得名，起点位于槐树路，南接解放桥，终点位于人民路，全长2.017公里，原为沪杭甬铁路路基，抗日战争时毁坏，1966年称大庆路，1981年因解放桥建成，拆迁原宁波市拖拉机厂至解放桥北堍民房使南端改道，同年定名为大庆南路:110:259，2007年拓宽解放桥至通途路段，2008年南段完工，2010年全线完工，2015年再次改造解放桥至通途路段，2017年完工。

## 主要相交道路
- 南接解放桥
- 槐树路
- 江安路
- 西：大闸南路、东：外滩大桥
- 新马路
- 生宝路
- 庆丰桥上匝道
- 通途路（西草马路段）、湖东路
- 人民路